# جاستن كيلي (مخرج)
جاستن كيلي (بالإنجليزية: Justin Kelly)‏ هو مخرج أمريكي، ولد في 3 أغسطس 1978 في جينينغز في الولايات المتحدة.

## وصلات خارجية
- جوستين كيلي على موقع IMDb (الإنجليزية)
- جوستين كيلي على موقع ألو سيني (الفرنسية)
- جوستين كيلي على موقع أول موفي (الإنجليزية)
- جوستين كيلي على موقع قاعدة بيانات الفيلم (الإنجليزية)
- جوستين كيلي على موقع كينوبويسك (الروسية)